# Moncaup (Pyrénées-Atlantiques)
Moncaup település Franciaországban, Pyrénées-Atlantiques megyében. Lakosainak száma 154 fő (2022. január 1.). Moncaup Lahitte-Toupière, Lascazères, Sombrun, Vidouze, Bassillon-Vauzé, Corbère-Abères, Monpezat és Séméacq-Blachon községekkel határos.

## Népesség
A település népességének változása:
| Lakosok száma | 154  | 154  | 158  | 156  | 157  | 159  | 157  | 157  | 154  |
|               | 2013 | 2015 | 2016 | 2017 | 2018 | 2019 | 2020 | 2021 | 2022 |